# Fili elettrici molecolari
I fili elettrici molecolari (talvolta chiamati nanofili molecolari) sono oggetti in scala molecolare che conducono la corrente elettrica e sono i mattoni fondamentali per i dispositivi elettronici molecolari. I loro diametri tipici sono inferiori ai tre nanometri, mentre le loro lunghezze grossolane possono essere macrospiche, estendendosi fino ad alcuni centimetri e oltre.

## Materiali
Finora la maggior parte del lavoro è costituito da molecole organiche. Le conduttività superiore proviene da sistemi altamente coniugati, mentre le catene alcaniche sono importanti per la comprensione di base del trasporto di carica e del tunneling. Un filo molecolare che troviamo in natura è il DNA. Esempi inorganici importanti comprendono i materiali polimerici come il Li2Mo6Se6  e il Mo6S9-xIx, e le catene atomiche estese di metalli a singola molecola (EMACs, extended metal atom chains) le quali comprendono stringhe di atomi di metallo di transizione in ritardo direttamente legati l'un l'altro. I fili molecolari contenenti gruppi funzionali (moieties) inorganici paramagnetici sono interessanti, in particolare, perché possono portare a osservazioni dei picchi di Kondo.

## Struttura

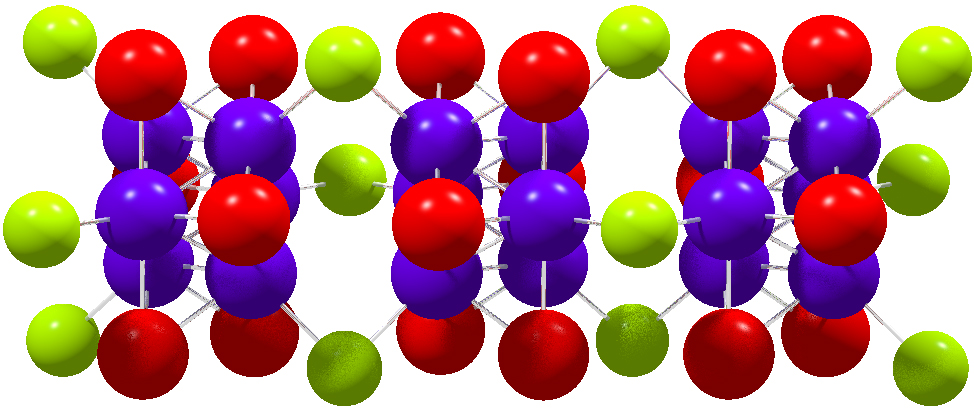
La struttura di un filo molecolare di Mo_{6}S_{9-x}I_{x}. Gli atomi di Mo sono blu, gli atomi di iodio sono rossi e gli atomi di zolfo sono gialli.

A differenza dei nanofili più comuni (che sono cristalli molto sottili), i nanofili molecolari sono composti di unità molecolari che si ripetono e che possono essere organiche (per es. il DNA) o inorganiche (per es. il Mo6S9-xIx). Nel caso del DNA, le unità di ripetizione sono i nucleotidi con una dorsale fatta di zuccheri e di gruppi fosfatici uniti da legami estere. Legato ad ogni zucchero è uno dei quattro tipi di basi. Nel caso del Mo6S9-xIx, le unità ripetute sono cluster di Mo6S9-xIx , i quali sono uniti insieme da zolfo elastico (flexible) o ponti di iodio. 
I nafili molecolari spesso si aggregano in soluzione in campioni o fasci. Nel caso del calcogenuri-alogenuri del Mo, crescono in forma di strati ordinati, in cui i singoli strati sono collegati da forze di Van der Waals molto deboli. Per contro, i fili molecolari di EMAC (extended metal atom chains) sono costituiti da molecole distinte che non si aggregano e perciò in grado di controllare l'esatta lunghezza del filo su scala atomica.

## Conduzione di elettroni
I fili molecolari conducono l'elettricità. Essi hanno in genere caratteristiche di tensione di corrente non lineare, e non si comportano come semplici conduttori ohmici.
La conduttanza segue il tipico comportamento dovuto alla legge di potenza in funzione della temperatura o del campo elettrico, qualunque sia maggiore, derivante dal loro forte carattere unidimensionale. Numerose idee teoriche sono state utilizzate nel tentativo di comprendere la conduttività dei sistemi monodimensionali, dove forti interazioni tra elettroni portano al discostamento dal normale comportamento metallico (liquido di Fermi). Concetti importanti sono quelli introdotti da Tomonaga, Luttinger e Wigner. Gli effetti causati dalla classica repulsione di Coulomb (detta blocco di Coulomb) si sono dimostrati importanti nel determinare le proprietà dei fili molecolari.

## Uso di nanofili nell'elettronica molecolare
Per servire a collegare insieme le molecole, i nanofili molecolari devono mostrare alcune caratteristiche molto importanti. I connettori tra gli elementi devono essere in grado di auto-assemblarsi seguendo percorsi ben definiti e formando contatti elettrici tra di loro affidabili. Per auto-assemblare in modo riproducibile un circuito complesso basato su singole molecole, è essenziale che i connettori che le uniscono abbiano la capacità di riconoscimento. Dovrebbero essere in grado di connettersi a diversi materiali, come ad esempio le superfici metalliche in oro (per i collegamenti con il mondo esterno), le biomolecole (per nanosensori, nanoelettrodi, interruttori molecolari) e, soprattutto, essi devono consentire la ramificazione. I connettori dovrebbero essere disponibili anche di diametro e lunghezza pre-determinati. Essi dovrebbero inoltre avere legami covalenti per garantire le condizioni di trasporto riproducibile e le proprietà del contatto. Le molecole simili al DNA hanno uno specifico riconoscimento su scala molecolare e possono essere utilizzate in modo molto efficace nella fabbricazione del ponte molecolare. Sono state recentemente ottenute forme molto complesse, ma purtroppo il DNA rivestito di metallo (elettricamente conduttore) è troppo spesso per connettere le singole molecole. Il DNA coperto di diluente è carente di connettività elettronica, e non è adatto per collegare gli elementi dell'elettronica molecolare. Alcune varietà di nanotubi di carbonio (NTC) sono conduttori e la connettività alle loro estremità può essere ottenuta mediante fissaggio di gruppi di connessione. Purtroppo la produzione di NTC con caratteristiche predeterminate al momento risulta impossibile e le estremità funzionalizzate in genere non sono dotate di conduttività, limitando la loro utilità come connettori molecolari. I singoli NTC possono essere saldati in un microscopio elettronico, ma il contatto non è covalente e non possono essere auto-assemblati. Recentemente sono stati dimostrati possibili percorsi per la costruzione di grandi circuiti funzionali utilizzando i nanofili molecolari di Mo6S9-xIx, sia attraverso le nanoparticelle d'oro come collegatori (linker) o tramite collegamento diretto alle molecole tiolate. I due approcci possono portare a diverse applicazioni possibili. L'uso dei GNP offre la possibilità della ramificazione e della costruzione di grandi circuiti.

## Altri usi
I fili molecolari possono essere incorporati nei polimeri, migliorando le loro proprietà meccaniche e/o conduttive. Il perfezionamento di queste proprietà si basa sulla dispersione uniforme dei fili dentro il polimero ospitante. Recentemente sono stati fatti progressi nell'uso di fili di MoSi in tali materiali compositi, basandosi sulla loro superiore solubilità dentro i polimeri ospitanti rispetto ad altri nanofili o nanotubi. I fasci di cavi possono essere usati per migliorare le proprietà tribologiche dei polimeri, con applicazioni in attuatori e potenziometri.